# Rangströmska gården

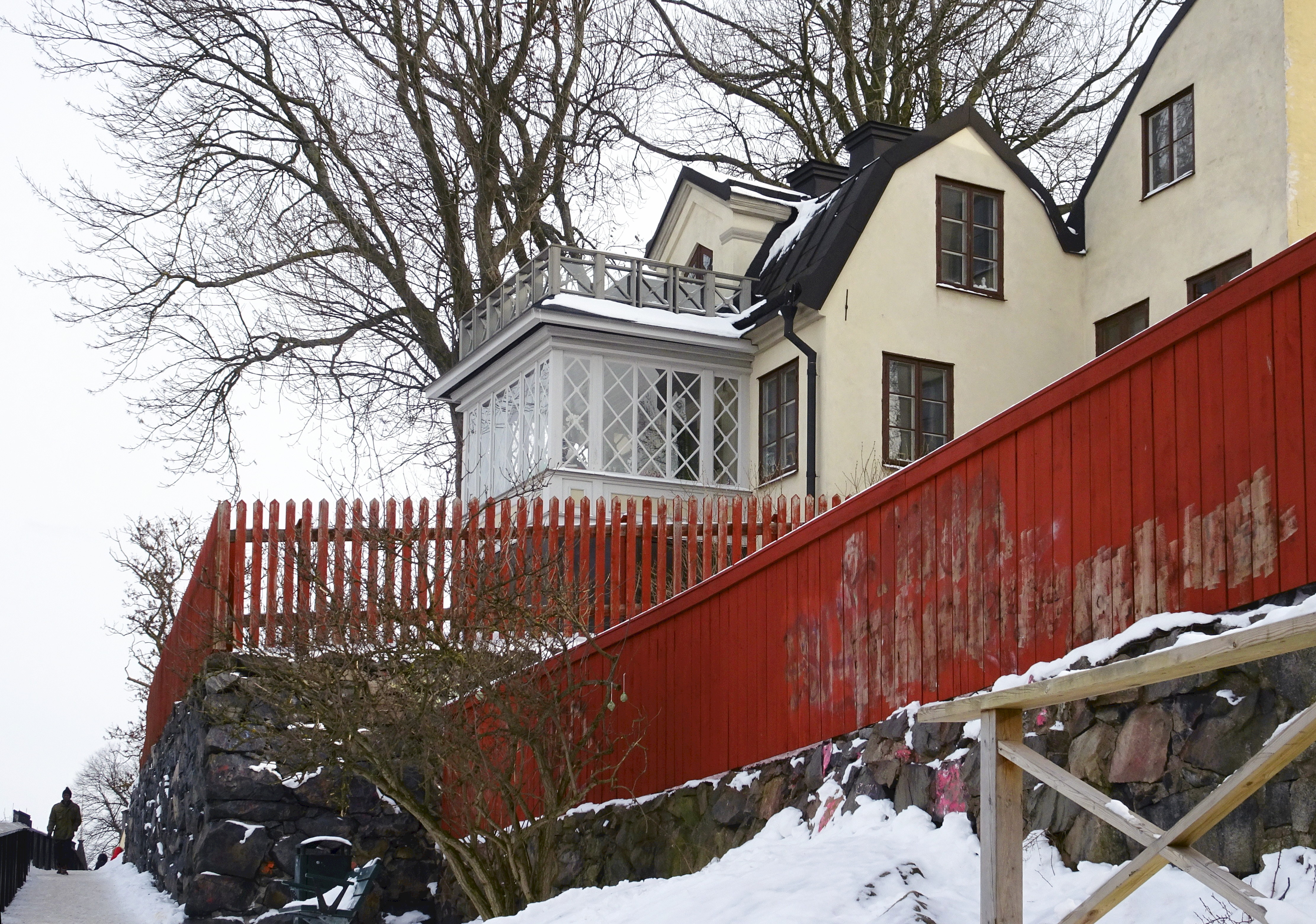
Rangströmska gården 2018. Nedanför sträcker sig Monteliusvägen.

Rangströmska gården (även Rangströmsta villan och Sandahlska gården) är en byggnad i fastigheten Kattfoten större 30 på Södermalm i Stockholm. Byggnaden är uppkallad efter tonsättaren Ture Rangström som bodde i gården från 1908 fram till sin död 1947. Huset ägs och förvaltas av kommunägda AB Stadsholmen och är blåmärkt av Stadsmuseet i Stockholm som innebär att det har "synnerligen höga kulturhistoriska värden".

## Allmänt
Rangströmska gården återfinns på Mariaberget med adress Bastugatan 30B. Den äldre fastighetsbeteckningen var Kattfoten större 6 som ändrades 1980 genom en fastighetsbildningsförrättning till en del av nuvarande Kattfoten större 30. Nedanför byggnaden sträcker sig promenadstigen Monteliusvägen och i väster ansluter Olle Adolphsons park. Huset känns igen på den karakteristika glasverandan med en av Stockholms bästa vyer över Riddarfjärden.

## Historik

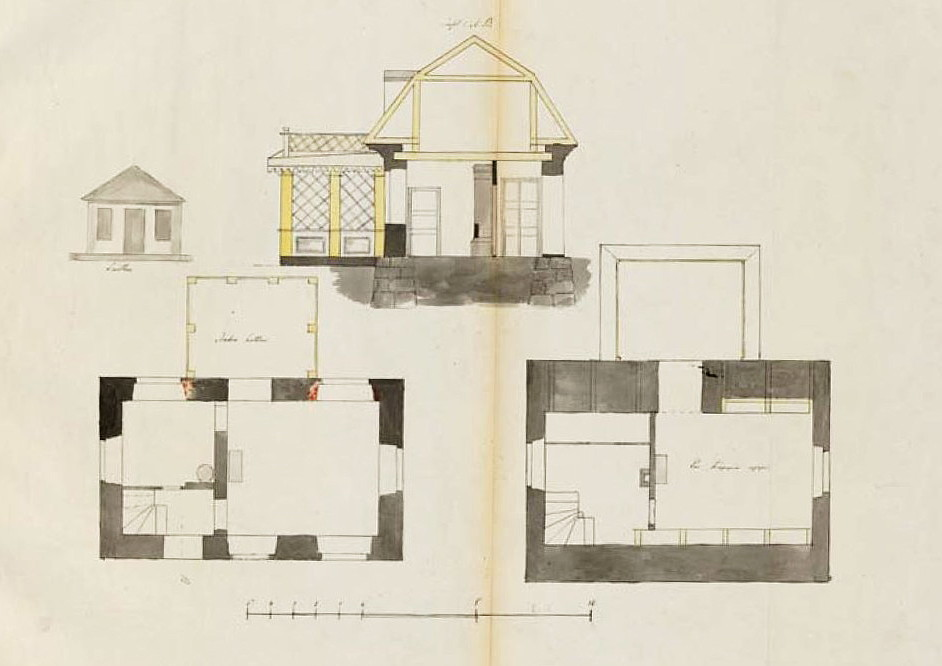
Ritning 1860.

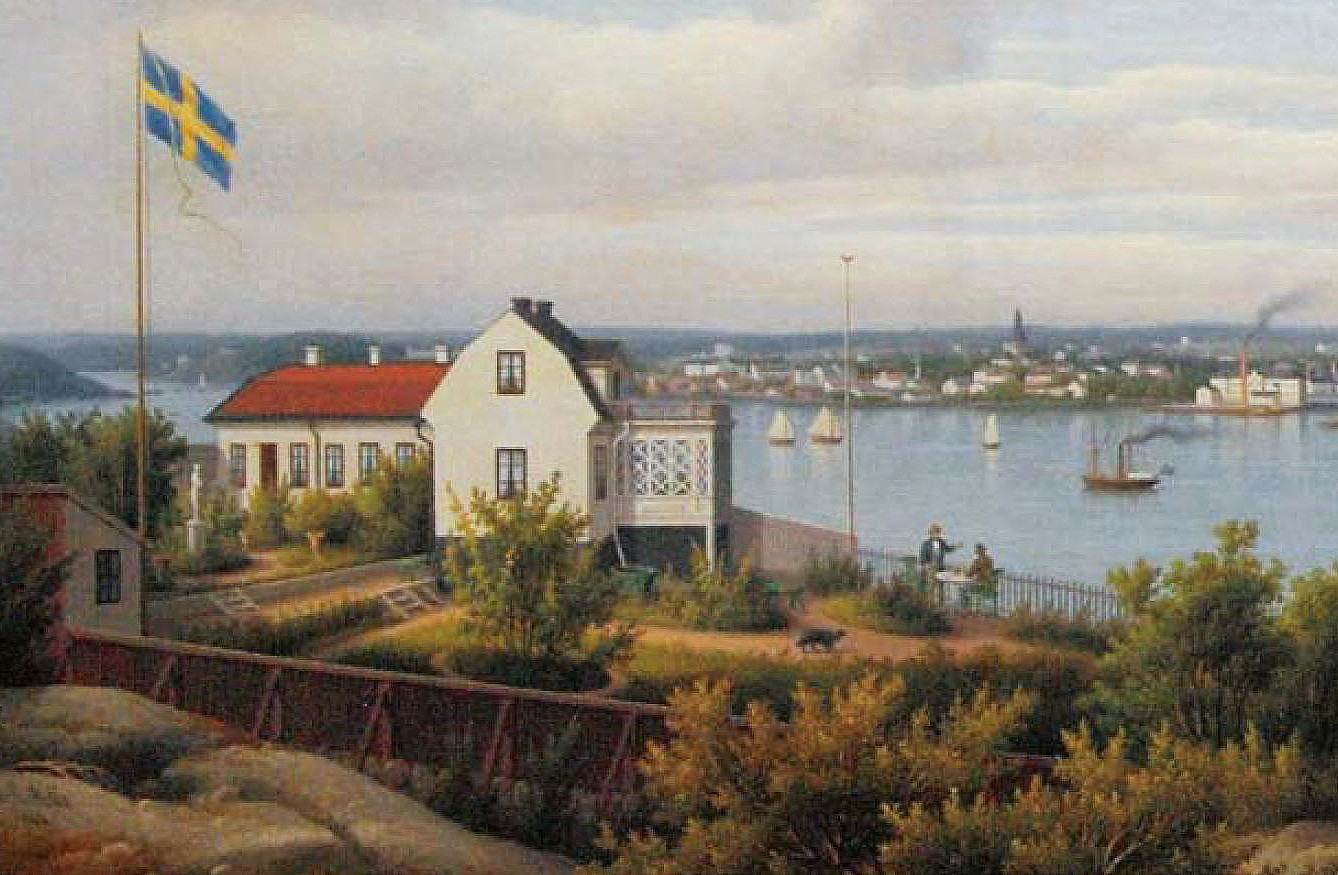
Byggnaden på Carl Abraham Rothsténs målning, 1862, Riddarfjärden i bakgrunden.

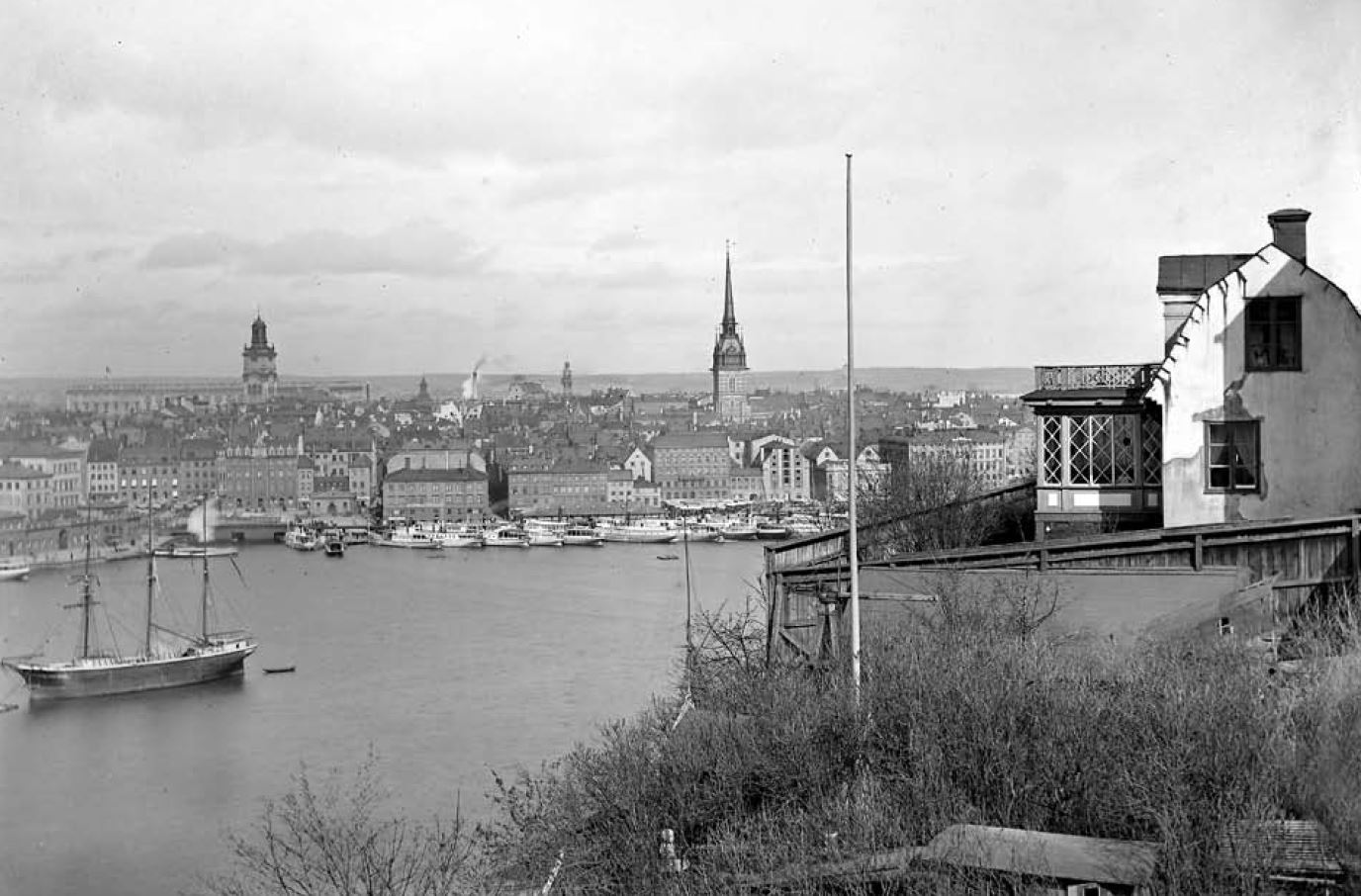
Gården med vy över Riddarfjärden, 1900.

Fastigheten nåddes ursprungligen via en mindre, numera försvunnen gränd, Nya Gränden. Via dubbla portar i ett plank i södra tomtgränsen mot Bastugatan fick man tillträde till tomten. Gården består idag av flera byggnader, dels ett bostadshus från 1792 på den norra delen av tomten, ett bostadshus uppfört 1861 i vinkel mot den västra tomtgränsen samt ett äldre uthus mot den östra tomtgränsen. 
Ett första mindre stenhus uppfördes 1792 för vaktmästaren Johan Berggren. Efter Mariabranden 1759 fick inte längre trähus för bostadsändamål byggas på Mariaberget. Berggren hade förvärvat fastigheten genom hustrun och bebott den åtminstone sedan 1780. Stenhuset byggdes alldeles intill stupet mot Riddarfjärden. Källaren hade välvda tak och på bottenvåningen fanns en förstuga samt ett rum och kök med gipsade tak. Till vinden ledde en liten trätrappa. Fastigheten gick i arv via änkor och barn och även de följande manliga ägarna tituleras "vaktmästare", precis som Berggren.
Nästa ägare var Isak Henrik Sandahl, revisor och kronouppbördskommissarie, som köpte fastigheten 1860. Efter honom kallas egendomen även Sandahlska gården. Han lät åren 1860–1861 förse stenhuset med en för tiden modern glasveranda och altan med vidsträckt utsikt över Riddarfjärden. På hans initiativ tillkom ungefär samtidigt en långsträckt envåningsdel i vinkel utmed västra tomtgränsen. Exteriört och interiört följde Sandals om- och tillbyggnader biedermeierstilen som på 1860-talet befann sig i sitt slutskede. Till sin egendom anlade han även en liten trädgård. Gården syns efter ombyggnaden på en målning upprättad år 1862 av Carl Abraham Rothstén. Sandahl bodde inte permanent på fastigheten utan nyttjade den som sommarnöje. Huset utgör därmed ett tidigt exempel på en sommarbostad med glasveranda.

## Rangström flyttar in

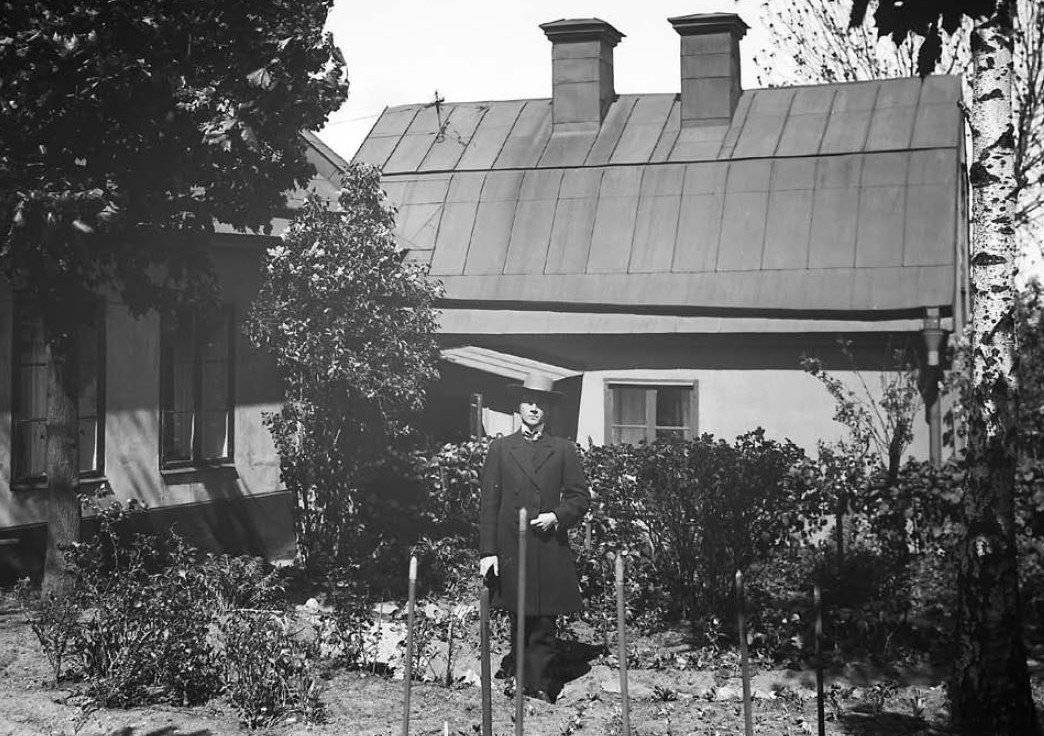
Ture Rangström i sin trädgård 1918.

Gården förvärvades 1901 av Stockholms stad som 1908 hyrde ut fastigheten till tonsättaren Ture Rangström. Författaren Staffan Tjerneld beskrev i sin bok Stockholmsliv från 1950 hur en ung man med sombrero på huvudet kom 1905 till Sandahlska gården och blev tydligen fångat av stället. Det var Ture Rangström som tre år senare återvände och flyttade in i huset som sedermera skulle bära hans namn. 
Enligt Tjerneld "var det inte lättaste att få upp flygeln i [över]våningen, till slut blev det ingen annan råd än att slå hål på väggar och golv, vilket säkert inte gjorde de kalla rummen varmare". Rangström trodde att flygeln kunde frambringa vibrationer under hörbarhetsgränsen bara han fick spela i rummet på övervåningen. "Där jagade han fram i halmtofflor mot kylan och högg fram rytmer med tangenterna till det egensinnigaste tonspråk", skrev Ernst Brunner i sin roman Hornsgatan från år 2009.
Rangström bodde här resten av sitt liv tillsammans med familjen. En stor del av Ture Rangströms mest kända kompositioner kom till i gården på Kattfoten större. Hemmet blev plats för ett rikt kulturliv med sånglektioner, glada fester och här gav Nordens främsta musikskapare prov på sina senaste verk. Paret Ture och Lisa Rangström tyckte om att se huset fullt av vänner och bekanta. Under Rangströms tid skedde endast mindre förändringar i huset, bland annat moderniserades köket omkring 1920. Fastighetsägaren, Stockholms stad, hade för avsikt att 1936 låta installera WC men det skedde först på 1970-talet. 
Efter Rangström död 1947 och fram till början av 2000-talet bodde Rangströms familj och ättlingar kvar i bottenvåningen av båda huslängorna samt i vindsvåningen till det norra huset. Den siste Ringström på gården var dottern Villemo Rangström som föddes här 1910, hon bodde på adressen Bastugatan 30B hela sitt liv fram till sin död i maj 2007. 
Åren 1969 till 1972 utfördes en mindre upprustning efter ritningar av ingenjör H. Brolin under överinseende av Stockholms stads fastighetskontor. Då kom WC och nya köksinredningar på plats och viss ytskiktsrenovering genomfördes. År 2009 kom nästa renovering under medverkan av Stadsmuseet. Fasaderna putsades om och avfärgades med guldockra och en del trädetaljer förnyades. 2011 restaurerades glasverandan.